# Romana Zawitkowska
Romana Zawitkowska (ur. 14 stycznia 1929 we Lwowie, zm. 17 stycznia 2017) – polska nauczycielka i działaczka opozycji demokratycznej w PRL, dama orderów.

## Biografia
W latach 1962–1967 była nauczycielką w Szkole Specjalnej w Sopocie, a następnie w latach 1967-1980 asystentką w Wojewódzkiej Przychodni Zdrowia Psychicznego w Gdańsku. Od 7 do 17 listopada 1980 brała udział w strajku okupacyjnym służby zdrowia w Urzędzie Wojewódzkim w Gdańsku. W latach 1981–1983 uczestniczyła w Mszy za Ojczyznę. Po wybuchu stanu wojennego była członkinią TKZ w SPN ZOZ i organizowała zbiórkę pieniędzy dla osób internowanych i aresztowanych. Od 1983 roku zaczęła kolportować w prasie podziemnej, m.in. „Naszego Czasu”. Do maja 1987 roku zajmowała się we własnym mieszkaniu prowadzeniem punktu kolportażowego „Tygodnika Mazowsze”. Po upadku lokalu poddano ją 48-godzinnemu przesłuchaniu i kolegium nałożyło na nią karę grzywny. Od 1989 roku przez kolejne trzy kadencje członkini Prezydium Regionu Gdańskiego Sekcji Służby Zdrowia „S”. W 2002 roku przeszła na emeryturę. Zmarła 17 stycznia 2017, a uroczystości pogrzebowe odbyły się 21 stycznia 2017 na cmentarzu Srebrzysko (rejon IX, taras II wojskowy-skarpa-grób 10).

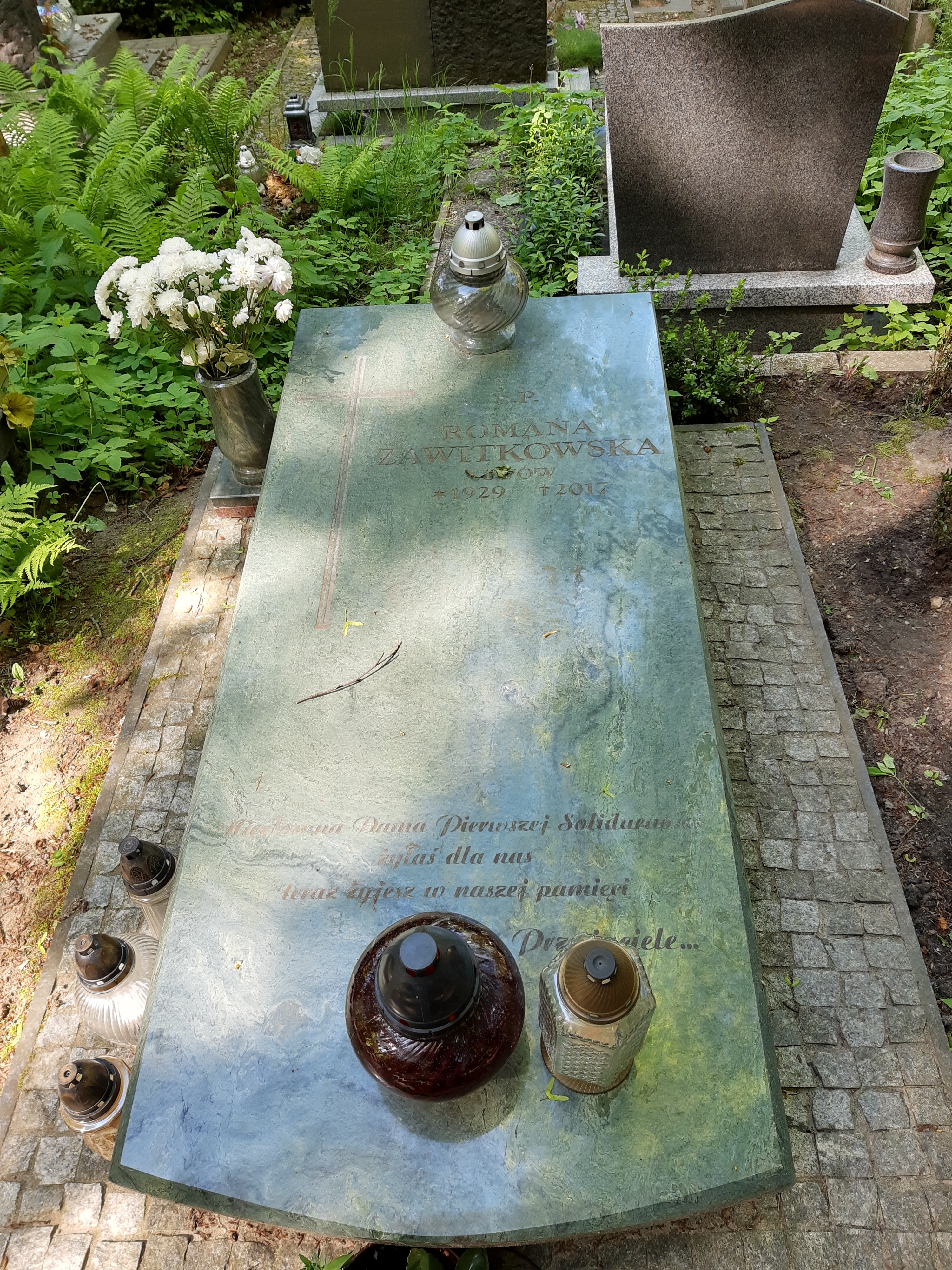
Grób Romany Zawitkowskiej na cmentarzu Srebrzysko

## Odznaczenia
- 2009: Krzyż Oficerski Orderu Odrodzenia Polski[1]